# Regionální rozdíly v Česku
Regionální rozdíly v Česku je možné hledat mezi jednotlivými oblastmi země, projevující se v ekonomické výkonnosti, dopravní infrastruktuře, zaměstnanosti, dostupnosti veřejných služeb, vzdělanosti, kvalitě života a dalších socioekonomických ukazatelích. Dále se může jednat o přírodní podmínky v regionu, objem investic ze zahraničí nebo získané dotace. Rozdíly se pak vážou na historický vývoj, grafickou polohou, dostupností zdrojů nebo úrovní veřejných financí a jiné faktory, které ovlivňují rozdílnosti jednotlivých regionů. S tím souvisí i celosvětový trend přemístění výroby z průmyslových oblastí s geografickou historií do nových technologických center ve velkých městech a městských aglomerací, což dále vytváří propasti mezi jednotlivými regiony, a tím i nespokojenost mezi jednotlivci. V takovém případě jednotlivec z méně rozvinutého a úspěšného regionu může mít méně možností a životních příležitostí než jednotlivec, který pochází z prosperujícího regionu ve stejné zemi, což může generovat určité napětí v zemi.
Nerovnosti v rámci jednotlivých regionů jsou zřejmé zejména pak v pohraničních oblastech, kde je přístup ke zdravotní péči a její kvalitě nižší, než je tomu v oblasti regionu hlavního města Prahy, to je platné především u zubní péče a odborného lékařství. Velmi obdobně jsou na tom tyto regiony i co se dopravní obslužnosti, nebo kvality školství týče, kde je jejich kvalita výrazně nižší, než je tomu ve výše zmíněném regionu středních Čech. Odlišnosti v dopravní obslužnosti se dají definovat a měřit v rozvinutosti železničních sítí - jak rychle se modernizují nové železniční koridory, dopravní obluslužnosti mezi centry v regionech nebo výstavbou dálnic na území regionů a tím i rozvoj automobilové a autobusové dopravy.

## Regionální rozdílnosti členíme na úrovni vertikální
1. Česká republika a rozdíly mezi jednotlivými kraji
2. kraje a rozdíly mezi obcemi s rozšířenou působností
3. obce s rozšířenou působností a rozdílnosti mezi obce, které jsou spádové
4. jiné možné disparity mezi mikroregiony, obcemi nebo místními akčními skupinami

Mohou mít jak pozitivní, tak negativní charakter, kde ty pozitivní jsou podporovány a ty negativní potlačovány.

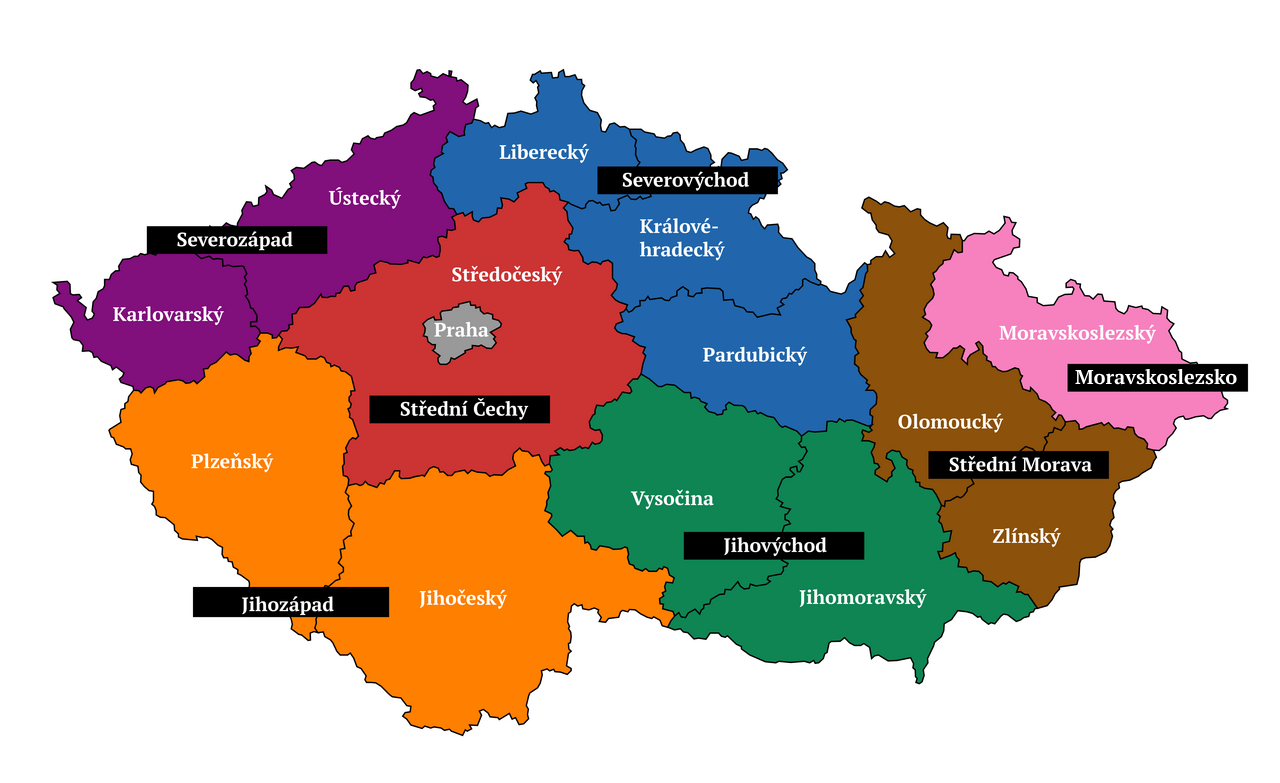
Rozdělení jednotlivých regionů České republiky dle NUTS2 a NUTS3.

## Regionální rozdíly na úrovni krajů
Rozdíly mezi kraji se začaly objevovat od druhé poloviny 90. let a situace se ustálila v roce 2000. Na současnou úroveň regionálních rozdílů se regiony dostaly především díky rozvoji středočeského regionu, který byl již v roce 2000 na úrovni celkového rozvoje celé České republiky. Středočeský region z pozice lídra žádný jiný region nesesadil, nicméně byl zaznamenán 160 % významný ekonomický růst mezi dalšími kraji v Česku. Odlišnosti mezi kraji a regiony nadále setrvávají, ale nejsou na tak vysoké úrovni.
Regionální rozdíly v České republice jsou ovlivněny odlišnou dynamikou růstu ekonomicky silných a slabých regionů, přičemž slabší regiony vykazovaly po roce 1995 rychlejší růst. Analýzy nicméně naznačují, že pokud bude trend pokračovat, regionální odlišnosti se budou dále prohlubovat, zejména v hospodářsky nejslabších krajích, jako jsou Karlovarský, Ústecký a Olomoucký. Tento vývoj potvrzuje stagnující míra nezaměstnanosti a predikce naznačují rostoucí riziko prohlubování těchto rozdílů i v budoucnosti.

### Regionální rozdíly na úrovni krajů dle dynamiky jejich ekonomické výkonnosti
Regionální rozdíly lze zkoumat i na úrovni krajů a to podle vývoje jejich hospodářské výkonnosti. 

#### Hnací síly ekonomického růstu České republiky
Jedná se o Střední Čechy tj. Středočeský kraj a Praha, která je lídrem. Zde jsou viditelné rozdíly oproti jiným regionům, oblast vyniká nejen svou ekonomickou úrovní, tak i tempem jejího růstu.

#### Úspěšné regiony
Mezi prosperující regiony řadíme Plzeňský kraj, Jihomoravský kraj a kraj Vysočina. Tyto regiony se vyznačují jako dynamické ekonomické metropole, které vykazují solidní ekonomické úrovně a nejvíce vylepšil své výkonností postavení v ekonomice kraj Vysočina.

#### Průměrné a stabilní regiony
Víceméně neměnnými regiony jsou Královéhradecký kraj, Liberecký, Zlínský, Pardubický a Jihočeský kraj, kdy tyto regionu představují takový průměr v České republice. Nachází se zde jak poměrně rozvinuté regionální metropole, tak i regiony slabší, což se projevuje situací na trhu práce. Ekonomická výkonnost se u těchto regionů pohybuje kolem průměru České republiky, ale liší se v rámci regionů.

#### Problémové regiony
Jako problémové regiony řadíme Karlovarský, Ústecký a Olomoucký kraj. Takové regiony zůstávají pozadu za průměrem ekonomické úrovně. Omezený ekonomický růst se podepisuje v oblasti zaměstnanosti, kde míra převyšuje celorepublikový průměr a v rámci regionální politiky ČR je jim vynakládána soustavná pomoc na zmírnění regionálních rozdílů.

#### Silně specializovaný region
Jedná se o Moravskoslezský kraj, lze ho specifikovat jako region též problémový, ovšem od skupiny výše se liší tím, že zvládl své nedostatky a rozdíly zmírnit. Je to nicméně jen dočasný jev, který by s největší pravděpodobností s příchodem ekonomického sestupu vedl k propadu kraje.
Kraje, které vznikly v roce 2001, byly vymezeny jako funkční regiony se silnými jádry, to ale nezaručovalo jejich homogennost. Situace uvnitř jednotlivých krajů může být zkreslená a nemusí odpovídat vykazovaným datům a necharakterizují tak kraj jako celek, jen jeho metropoli. Silná ekonomická centra, jako krajská města, mohou zkreslit obraz kraje tím, že vykazují lepší celkové hodnocení, zatímco okrajové oblasti zůstávají hospodářsky slabé. Na úrovni ORP jsou homogenní jen dva kraje - Moravskoslezský a Ústecký kraj spolu s Karlovarským.

## Regionální rozdíly na úrovni obcí
Rovněž lze zkoumat regionální rozdíly i na nižších územně správných celcích, a to obcích. Analýza na úrovni obcí vykazuje, že kolem krajských měst se vytváří rozvojová centra, zatímco okrajové oblasti zaostávají i v ekonomicky úspěšných krajích. .

## Regionální politika
S problematikou regionálních rozdílů souvisí regionální politika. Ta má za cíl snižovat rozdíly mezi regiony, podporovat územní a sociální soudržnost a podporovat konkurenceschopnost jednotlivých regionů a jejich atraktivitu, kdy každý region by měl mít možnost rozvíjet se v rámci jeho potenciálu a silných stránek. Regionální politiku na základní úrovni zaštiťuje Ministerstvo pro místní rozvoj.
Regionální politika v České republice získává investice především ze strukturálních fondů Evropské unie, další zdroje financování pochází z jiných rozpočtových zdrojů. Politika se řídí programem schváleným Ministerstvem pro místní rozvoj „Strategie regionálního rozvoje ČR 21+“, kdy vláda z regionální politiky a jejího rozvoje stanovila prioritu a schválila další novely zákona a nové směrnice. Tyto dokumenty by měly přispět k řešení regionálních problémů, podpoře regionů a jejich rozvoji.